# 小行星4122
小行星4122（4122 Ferrari）是一颗绕太阳运转的小行星，为主小行星带小行星。该小行星于1986年7月28日发现。

## 轨道参数
小行星4122的轨道半长轴为2.5569107 UA，离心率为0.052。